# Събор на св. архангел Гавриил
Събор на св. архангел Гавриил е празник, устроен от Църквата за тържество в чест на архистратига Гавриил, в чест на небесния пратеник, съобщил на Дева Мария радостната вест за въплътяването на Сина Божий, и въобще - на неговите явявания на хората. Нарича се събор, в смисъл на събиране на вярващите.
Празнува се на 2 пъти през годината: 1 ден след Благовещение, т.е. на 26 март, както и на 13 юли.
Смята се, че този празник е създаден през IX век, при императорите Василий I Македонец и Константин VII Багренородни и по времето на патриарх Николай II Хрисоверг, по повод на посещението на Архангел Гавриил в килията на монах в Карея, където той му дава обновен текст на химна на Богородица—Достойно есть.
| „             | Достойно есть яко воистину блажити Тя, Богородицу, присноблаженную и пренепорочную и Матерь Бога нашего. Честнейшую Херувим и славнейшую без сравнения Серафим, без истления Бога Слова рождшую, сущую Богородицу Тя величаем. | “ |
| Достойно есть | |   |

Другият основен повод, по който се празнува, е библейското събитие Благовещение, за което се разказва в следния пасаж:
| „            | А на шестия месец бе изпратен от Бога Ангел Гавриил в галилейския град, на име Назарет, при една девица, сгодена за мъж, на име Иосиф, от дома Давидов; а името на девицата беше Мариам. Ангелът влезе при нея и рече: радвай се, благодатна! Господ е с тебе; благословена си ти между жените. А тя, като го видя, смути се от думите му и размисляше, какъв ли е тоя поздрав. И рече ѝ Ангелът: не бой се, Мариам, понеже ти намери благодат у Бога; и ето, ти ще заченеш в утробата, ще родиш Син и ще Го наречеш с името Иисус. | “ |
| Лук. 1:26-31 | |   |